# Giussepe Gagliardi-Urrutia
Luis Alberto Giussepe Gagliardi Urrutia es un herpetólogo peruano. Tiene una larga trayectoria en el estudio de la biodiversidad, sistemática y taxonomía de anfibios y reptiles. Ha participado como coordinador y especialista en numerosas expediciones científicas a la Amazonia peruana desde 2001. Fue Investigador del PIBA (Programa de Investigación en Biodiversidad Amazónica) del Instituto de Investigaciones de la Amazonía Peruana entre 2012 y 2016. Egresado de Bachiller en Ciencias Biológicas en 2002 y titulado en Biología en 2010 por la Universidad Nacional de la Amazonía Peruana. Es Doctor en Zoología por la Pontifícia Universidade Católica do Rio Grande do Sul (Brasil).

## Taxonesdescritos

### Géneros
- Dryaderces Jungfer, Faivovich, Padial, Castroviejo-Fisher, Lyra, Berneck, Iglesias, Kok, MacCulloch, Rodrigues, Verdade, Torres-Gastello, Chaparro, Valdujo, Reichle, Moravec, Gvoždík, Gagliardi-Urrutia, Ernst, De la Riva, Means, Lima, Señaris, Wheeler & Haddad, 2013

### Especies
- Adenomera glauciae Carvalho, Simões, Gagliardi-Urrutia, Rojas-Runjaic, Haddad & Castroviejo-Fisher, 2020
- Allobates juami Simões, Gagliardi-Urrutia, Rojas-Runjaic & Castroviejo-Fisher, 2018
- Allobates liniaureum Jaramillo-Martinez, Vilà, Guayasamin, Gagliardi-Urrutia, Rojas-Runjaic, Simões, Chaparro, Aguilar-Manihuari & Castroviejo-Fisher, 2025
- Allobates sieggreenae Gagliardi-Urrutia, Castroviejo-Fisher, Rojas-Runjaic, Jaramillo, Solís & Simões, 2021
- Centrolene sabini Catenazzi, Von May, Lehr, Gagliardi-Urrutia & Guayasamin, 2012
- Phyzelaphryne nimio Simões, Costa, Rojas-Runjaic, Gagliardi-Urrutia, Sturaro, Peloso & Castroviejo-Fisher, 2018
- Pristimantis academicus Lehr, Moravec & Gagliardi-Urrutia, 2010
- Pristimantis iiap Padial, Gagliardi-Urrutia, Chaparro & Gutiérrez, 2016
- Pristimantis padiali Moravec, Lehr, Pérez Peña, López, Gagliardi-Urrutia & Tuanama, 2010
- Tepuihyla shushupe Ron, Venegas, Ortega-Andrade, Gagliardi-Urrutia & Salerno, 2016

## Abreviatura (zoología)
La abreviatura Gagliardi-Urrutia  se emplea para indicar a Giussepe Gagliardi-Urrutia como autoridad en la descripción y taxonomía en zoología.

## Publicaciones
2008
- Gagliardi-Urrutia, G. 2008. Algunos aspectos de la ecología reproductiva del grupo Dendropsophus leucophyllatus (Anura:Hylidae) en el CICRA, Madre de Dios, Perú. Tesis para obtener el  título profesional de Biólogo.

2009
- R. von May, K. Siu Ting, J. M. Jacobs, M. Medina-Müller, G. Gagliardi, L. O. Rodríguez & M. A. Donnelly. 2009. Species diversity and conservation status of amphibians in Madre de Dios, southern Peru. Herpetological Conservation and Biology, 4(1):14-29.

2010
- Giuseppe Gagliardi-Urrutia. 2010. Anfibios y Reptiles de Loreto. Rapid Color Guide, The Field Museum, Chicago, 262: 1-14.
- Moravec J., E., Lehr, P. Perez, J. Lopez, G. Gagliardi-Urrutia & I. Arista. 2010. A new green, arboreal species of Pristimantis (Anura: Strabomantidae) from Amazonian Peru. Vertebrate Zoology, 60(3): 225–232.
- Lehr, E., J. Moravec & L .A. G. Gagliardi-Urrutia. 2010. A new species of Pristimantis (Anura: Strabomantidae) from the Amazonian lowlands of northern Peru. Salamandra, 46(4):197-203.

2012
- Catenazzi, A.; R. Von May; E. Lehr; G. Gagliardi-Urrutia & J. M. Guayasamin. 2012. A new, high-elevation glassfrog (Anura: Centrolenidae) from Manu National Park, southern Peru. Zootaxa, 3388: 56–68.

2013
- Jungfer, K-H.;  J. Faivovich; J. M. Padial; S. Castroviejo-Fisher; M. M. Lyra, B. V. M. Berneck, P. P. Iglesias, P. Kok, Ross D. Macculloch, M. T. Rodrigues, V. K. Verdade, C. Torres-Gastello, J. C. Chaparro, P. H. Valdujo, S. Reichle, J. Moravec, V. Gvozdik, G. Gagliardi-Urrutia, R. Ernst, I. de la Riva, D. Means, A. Lima, C. Señaris, W. C. Wheeler & C. Haddad. 2013. Systematics of spiny-backed treefrogs (Hylidae: Osteocephalus): an Amazonian puzzle. Zoologica Scripta, 42(4): 351–380.
- Gehara, M.; A. Crawford; V. D. Orrico; A. Rodríguez; S. Lötters; A. Fouquet; L. Barrientos, F. Brusquetti; I. De La Riva, R. Ernst; G. Gagliardi-Urrutia; F. Glaw; J. M. Guayasamin, M. Hölting; M. Jansen; P. J. R. Kok; A. Kwet, R. Lingnau, M. Lyra, Mariana, J. Moravec, J. P. Pombal, F. M. Rojas-Runjaic; A. Schulze, C. J. Señaris; M. Solé, M. T. Rodrigues; E. Twomey; C. F. B. Haddad; M. Vences, & J. Köhler. 2014. High Levels of Diversity Uncovered in a Widespread Nominal Taxon: Continental Phylogeography of the Neotropical Tree Frog Dendropsophus minutus. Plos One, 9: p.e103958.
- Venegas, P. J.; Gagliardi-Urrutia, G. 2013. Anfibios y Reptiles. Pp. 107-113. In: Perú: Ere-Campuya-Algodón. Rapid Biological and Social Inventories, No. 25. The Field Museum, Chicago.

2014
- Venegas, P. J., Gagliardi-Urrutia G., Odicio, M. Anfibios y reptiles / Amphibians and reptiles. Pp. 127-481. In: Cordillera Escalera Shawi. Rapid Biological and Social Inventories, Report 26. The Field Museum, Chicago.

2015
- Gagliardi-Urrutia, G.; Odicio, M.; Venegas, P. J. 2015. Anfibios y reptiles / Amphibians and reptiles. Pp. 117-445. In: Tapiche Blanco. Rapid Biological and Social Inventories, Report 27. The Field Museum, Chicago.
- Pitman, N., Vriesendorp, C., Rivera chavez, L., Wachter, T., Alvira reyes, D., Del Campo, A., Gagliardi-Urrutia G., Rivera Gonzalez, D., Trevejo, L., Rivera Gonzalez, D. Heilpern, S. (eds). 2015. Perú: Tapiche Blanco. Rapid Biological and Social Inventories, Report 27. The Field Museum, Chicago. 505 pp.

2016
- Gagliardi-Urrutia G; M. Odicio; P. J. Venegas. 2016. Anfibios y Reptiles: Interfluvio de los ríos Tapiche y Blanco, Loreto, PERÚ. Rapid Color Guide # 484, versión 1. Science and Education, The Field Museum, Chicago.
- Martin M.; G. Gagliardi-Urrutia.; H. Tanchiva Yumbato. 2016. Huambé Tamshi. Biología y usos de dos lianas amazónicas. MINAM. 70 pp.
- Padial, J. M; G. Gagliardi-Urrutia; J. C. Chaparro; R. C. Gutierrez. 2016. A new species of the Pristimantis conspicillatus group from the Peruvian Amazon (Anura: Craugastoridae). Annals of Carnegie Museum, 83(3):207–218.

2017
- Moravec J., I, Arista Tuanama., G. Gagliardi Urrutia., Gvoždík V. 2017 “2016”: Amphibians and reptiles recorded in the Conservation Area Imiría in the Ucayali region in Peru. Acta Societatis Zoologicae Bohemicae, 80: 317–341.

2018
- Simões P.I., G. Gagliardi-Urrutia, F.J.M., Rojas-Runjac, S. Castroviejo-Fisher. 2018. A new species of nurse-frog (Aromobatide, Allobates) from the Juami River basin, northwestern Brazilian Amazonia. Zootaxa, 4387: 109–133.
- Simões, P.I., J.C.L. Costa, F.J.M. Rojas-Runjaic, G. Gagliardi-Urrutia, M.J. Sturaro, P.L.V. Peloso & S. Castroviejo-Fisher. 2018. A new species of Phyzelaphryne Heyer, 1977 (Anura: Eleutherodactylidae) from the Japurá River basin, with a discussion of the diversity and distribution of the genus. Zootaxa, 4532(2): 203-230.

2019
- Simões, P.I., F.J.M. Rojas-Runjaic, G. Gagliardi-Urrutia & S. Castroviejo-Fisher. 2019. Five new country records of Amazonian anurans for Brazil, with notes on morphology, advertisement calls, and natural history. Herpetology Notes, 12: 211-219.

2020
- Ripple, W.J., Wolf, C., Newsome, T.M., Barnard, P., Moomaw, WR., et al. (+11,258 signatories). 2020. World scientists’ warning of a climate emergency. BioScience, 70(1): 8-12. doi doi.org/10.1093/biosci/biz088